# Piekło i niebo (singel)
Piekło i niebo (Muszę pogodzić) – singiel rockowego zespołu Maanam wydany 2 grudnia 2000, promujący dziesiąty album studyjny Hotel Nirwana. Do utworu powstał teledysk w reżyserii Bolesława Pawicy.

## Lista utworów
1. „Piekło i niebo (Muszę pogodzić)” [Radio Edit] – 3:50
2. „Piekło i niebo (Remix londyński: Black'n'Kinder)” – 6:05
3. „Piekło i niebo (Remix warszawski: madmagister)” – 3:55
4. „Piekło i niebo (Remix transwarszawski: DJ Perez)” – 3:48

## Twórcy
- Kora – śpiew
- Marek Jackowski – gitary
- Ryszard Olesiński – gitary
- Krzysztof Olesiński – gitara basowa
- Paweł Markowski – perkusja

Gościnnie
- Cezary Kaźmierczak – instr. klawiszowe, Hammond
- Barry Kinder – chórki, instr. klawiszowe, drumla
- Neil Black – skrzypce